# Vanchinbalyn Gularans
Borjigin Vanchinbalyn Gularans (Mongol: Ванчинбалын Гуларанс; 1820 - 1851) foi um poeta da Mongólia, e o irmão mais velho do famoso poeta, novelista e tradutor Vanchinbalyn Injinash.

## Relações externas
- Pré-revolução literária da Mongólia[ligação inativa]